# 박윤기
박윤기(1960년 6월 10일 ~ )는 전 대한민국의 축구 선수이자 축구 감독이다. 포지션은 공격수였다.
1978년 AFC U-19 축구 선수권 대회에 참가해 이라크 U-19와 공동 우승을 차지했다. 1979년 FIFA 세계 청소년 축구 선수권 대회에 참가했으나 조 3위로 포르투갈 U-20에게 골득실 차에서 밀려 조별 예선에서 탈락했다.
1983년 개막한 K리그에 유공 코끼리 선수로 뛰었으며, 1983년 5월 8일 할렐루야 축구단전에서 K리그 첫 골을 넣었고, 9골을 넣어 제1대 득점왕이 되었다. 1987년 10월31일 포항제철전에서는 K-리그 1,000호 골을 기록하였다.
1987년 럭키금성 황소로 이적해 K리그 100번째 골을 기록했다. 1988년 일본의 마쓰다 히로시마로 이적했고 1년 뒤 은퇴했다.
은퇴 후 감독이 됐다.

## 그 외
2020년 5월 7일 2020년 K리그1 개막을 하루 앞두고 동아일보와 인터뷰를 진행했다.

## 같이 보기
- K리그 통산 기록